# NGC 5526/2
NGC 5526/2 је спирална галаксија у сазвежђу Велики медвед која се налази на NGC листи објеката дубоког неба.
Деклинација објекта је + 57° 46' 11" а ректасцензија 14h 13m 49,6s. Привидна величина (магнитуда) објекта NGC 5526 износи 14,4 а фотографска магнитуда 15,2. NGC 55262 је још познат и под ознакама UGC 9115, MCG 10-20-84, KCPG 421A, PGC 50803.